# Løwchen
Løwchen eller Löwchen (tysk: Löwchen "lille løve", fransk: Petit chien lion, "lille løve hund")
er en gammel hunderace, som var selskabshund for adelen og hoffet før den 
franske revolution. Den stammer fra Middelhavslandene og især Frankrig. Løveklipningen har bidraget til racens navn, som på fransk er Petit chien lion. Det er imidlertid det tyske racenavn Löwchen, som er mest kendt og brugt i store dele af verden. Efter 2. verdenskrig var det belgiske og tyske hunde, som lagde grunden til den moderne, planmæssige avl. Den franske raceklub blev stiftet i 1947.

## Historie
- Portræt af Agnès Sorel (1422-1450) med lille hund i løveklip.
- Hund i løveklip 1505
- Bryllupsportræt af Magnus Gabriel De la Gardie og Maria Eufrosyne, 1653. Ved siden af, en lille hund i løveklip
- Gammelt hollandske maleri af Adriaen van Utrecht, detalje af hunden
- To-årige Henri Bertholet-Campan med sin hund i løveklip af Ulrik Wertmüller 1786
- Hertuginde Katharina af Mecklenburg af Lucas Cranach den ældre malet 1514 med sin hund i løveklip
- Portræt af prinsesse Marie Zéphyrine af Frankrig (1750-1755) med sin hund i løveklip
- Ærkehertuginde Maria Christina, hertuginde af Teschen, (1742-1798) med sin hund i løveklip